# Exocentrus binogrofasciatus
Exocentrus binogrofasciatus là một loài bọ cánh cứng trong họ Cerambycidae.